# 豔電
艷電，在中国近现代史中，一般特指汪兆銘于1938年12月29日由林柏生代为發表致蒋介石的電報式声明，表示其支持對日本妥協。30日在香港《南華日報》發表。29日電報代日韵目為「艷」。

## 背景
1937年7月7日全面抗战，鉴于军事大幅失利，中国二号人物國防最高會議副主席、中國國民黨副總裁汪精卫主张与日本媾和「和平運動」，认为中國不可能打贏這場戰爭，在徹底失敗之前以談判實現和平將更為有利。
1938年12月22日，日本內閣總理大臣近衞文麿发表第三次近衞聲明，說日本期旨不在領土與賠償，而是結合兩大文明、中日滿三國，其內容包括：（1）善鄰友好；（2）共同防共；（3）經濟提攜。

## 电报
汪兆銘离开重庆前往東京保護國河内，以电报形式公开发表声明，认为鉴于日本「對於中國無領土之要求」、「尊重中國之主權」，能使中國「完成其獨立」，以「互相善鄰友好、共同防共和經濟合作」三原則，中国应该「與日本政府交換誠意，以期恢復和平」。這樣做「不但北方各省可以保全，即抗戰以來淪陷各地亦可收復，而主權及行政之獨立完整，亦得以保持」。「国家之生存独立可保，即抗战之目的已达。」同时强调「其尤要者，日本军队全部由中国撤去，必须普遍而迅速。」

## 后续
蒋介石回重慶，嚴詞駁斥汪電。然而由於近衛內閣數天後（1939年1月4日）突然辭職，以及雲南軍閥龍雲并未支持汪兆銘，和平運動失败。汪在河内躲过数次蒋派来的刺客之后，与日本人合作，取道日本回到日占区的中国，并于1940年成立汪精卫政府。

## 參看
| - 汪兆銘 - 韻目代日 - 大东亚战争肯定论 - 大陆政策 (大日本帝国) - 军国主义和国家神道（神佛分離） - 日本法西斯主義 - 八紘一宇 - 南進論 - 北進論 - 亞細亞主義 - 一带一路 - 大東亞會議 - 東亞文化圈 - 東南亞國協 - 東亞共同體 - 東亞新秩序 - 中华帝国主义 - 东南亚国家联盟 - 中日韩自由贸易区 - 區域全面經濟夥伴協定 - 亞元 | - 第二次世界大战 - 中國抗日戰爭 - 中華民國 - 中國國民黨中央執行委員會特務委員會特工總部 - 重庆陪都时期 - 大日本帝国 - 满洲国 - 蒙疆聯合自治政府 - 汪精卫国民政府 - 香港日佔時期 - 越南帝国 - 老挝保护国 - 柬埔寨日占时期 - 馬來亞日佔時期 - 新加坡日佔時期 - 荷屬東印度日佔時期 - 英屬婆羅洲日佔時期 - 菲律賓第二共和國 - 緬甸國 - 自由印度臨時政府 - 第二次世界大战期间的泰国 |